# Elsa Regnell
Elsa Albertina Regnell, posteriorment Holmberg, (Estocolm, 29 de maig de 1889 – Estocolm, 1 de gener de 1967) va ser una saltadora sueca que va competir als Jocs Olímpics d'Estiu de 1912.
Va prendre part en la prova de palanca de 10 metres del programa de salts, en la qual va finalitzar en quarta posició. La seva germana Lisa guanyà la medalla de plata en aquesta mateixa competició, mentre el seu germà Nils fou nedador olímpic.